# K.K. Partizan 2007-2008
Questa pagina raccoglie le informazioni riguardanti il Košarkaški klub Partizan nelle competizioni ufficiali della stagione 2007-2008.

## Roster
| N° | Naz.                  | Ruolo | Sportivo            |  | Alt. |  |
| -- | --------------------- | ----- | ------------------- |  | ---- |  |
| 4  | Belize (bandiera)     | P     | Milt Palacio        |  | 190  |  |
| 5  | Serbia (bandiera)     | G     | Milenko Tepić       |  | 202  |  |
| 6  | Serbia (bandiera)     | G     | Bogdan Riznić       |  | 201  |  |
| 7  | Serbia (bandiera)     | G     | Dušan Kecman        |  | 197  |  |
| 9  | Serbia (bandiera)     | C     | Darko Balaban       |  | 210  |  |
| 10 | Serbia (bandiera)     | AG    | Dejan Borovnjak     |  | 209  |  |
| 11 | Serbia (bandiera)     | G     | Uroš Tripković      |  | 197  |  |
| 12 | Serbia (bandiera)     | AG    | Novica Veličković   |  | 205  |  |
| 13 | Serbia (bandiera)     | G     | Stevan Tapušković   |  | 200  |  |
| 14 | Montenegro (bandiera) | C     | Nikola Peković      |  | 210  |  |
| 15 | Serbia (bandiera)     | AP    | Čedomir Vitkovac    |  | 201  |  |
| 17 | Serbia (bandiera)     | AG    | Marko Đurković      |  | 206  |  |
| 20 | Serbia (bandiera)     | G     | Petar Božić         |  | 197  |  |
| 21 | Serbia (bandiera)     | AP    | Strahinja Milošević |  | 203  |  |
| 33 | Montenegro (bandiera) | C     | Slavko Vraneš       |  | 224  |  |
|    | Montenegro (bandiera) | All.  | Duško Vujošević     |  |      |  |